# تپه بوکپا
تپه بوکپا (به قزاقی: Bukpa Hill) یک تپه در قزاقستان است که در استان آق‌مولا واقع شده‌است. تپه بوکپا ۳۶۳ متر بالاتر از سطح دریا واقع شده‌است.